# Егно фон Епан
Егно фон Епан (на немски: Egno von Eppan; * 12 век или 13 век; † 1273, Падуа) е княз-епископ на Бриксен (1240 – 1250) и Триент (1250 – 1273).

## Живот
Той произлиза от фамилията на графовете на Епан и замък Бург Хохепан в Южен Тирол.
През 1233 Егно е каноник в Триент (дн. Тренто). През 1239 г. той е при император Фридрих II в Падуа. На 20 май 1240 г. крал Конрад IV го номинира за княз-епископ на Бриксен (дн. Бресаноне), в документа той получава титлата херцог.
Папа Григорий IX през 1240 г. го ексомуницира, понеже е на страната на Фридрих II. През есента същата година се състои войната с графовете на Тирол. През следващата година Егно трябва да даде всичките си дарения на граф Алберт III фон Тирол и на неговия зет Ото фон Андекс-Мерания. След сдобряването му с Майнхард III фон Гьотц той получава обратно дворец Фелдес (Блед).
При следващия папа Инокентий IV той променя тактиката си и папата му прощава. През 1247 г. папата го прави администратор и през 1250 г. княз-епископ на Триент (Тренто). През цялото време Егно е в конфликти с Майнхардините и Ецелино III да Романо.
При пътуване до Рим той умира в Падуа. Със смъртта на брат му Готшалк през 1300 г. родът на графовете фон Епан изчезва.